# Vol Eastwind Airlines 517
Le 9 juin 1996, l'équipage du vol Eastwind Airlines 517, un vol régulier entre Trenton, dans le New Jersey, et Richmond, en Virginie, aux États-Unis, a temporairement subit une perte de contrôle de son Boeing 737-200, en raison d'un dysfonctionnement de la gouverne de direction. L'équipage a réussi à reprendre le contrôle et à faire atterrir l'appareil avec succès, sauvant la vie des 53 passagers et membres d'équipage présents à bord.
Le vol 517 a joué un rôle déterminant dans la résolution des accidents liés à la gouverne du Boeing 737, qui avaient précédemment provoqué deux accidents mortels en 1991 et 1994, car il s'agissait du premier vol à rencontrer de tels problèmes au niveau des gouvernes et à atterrir en toute sécurité, permettant aux enquêteurs d'interroger les pilotes sur l'incident et d'étudier l'avion.

## Avion

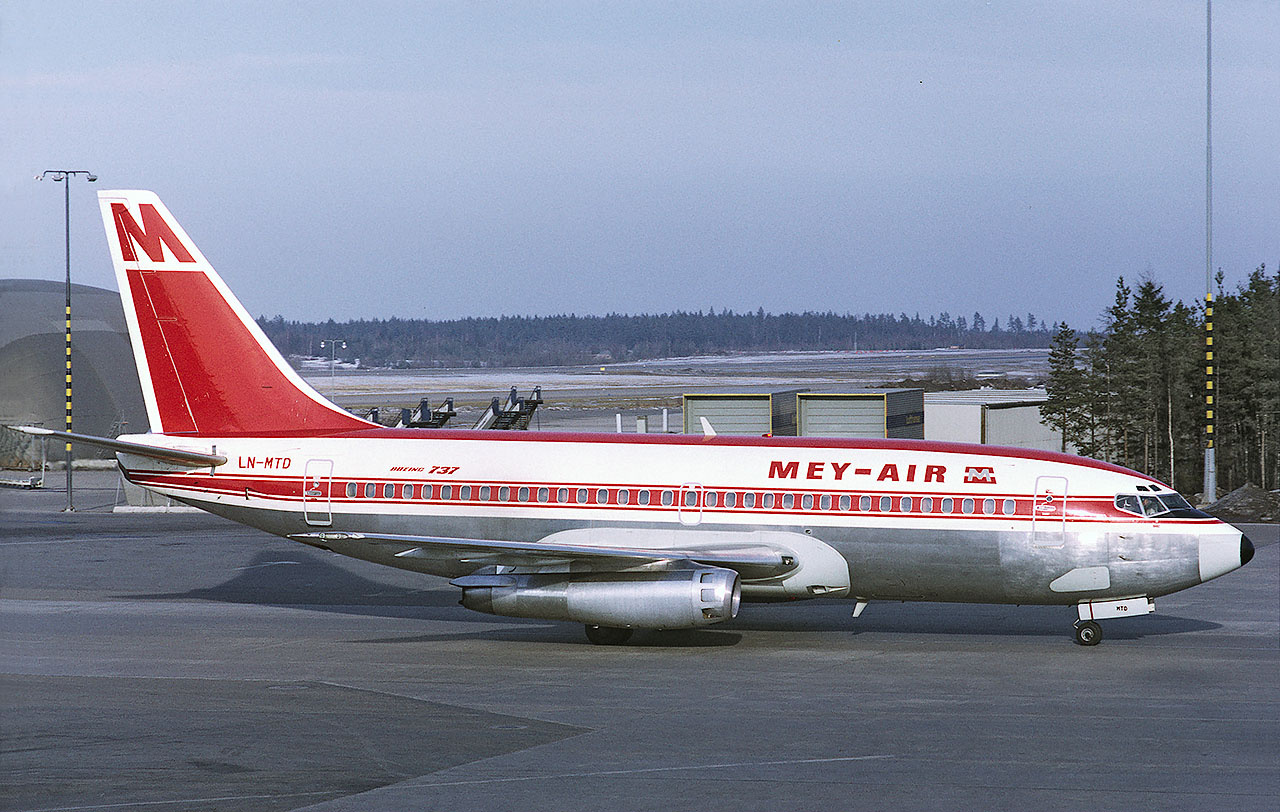
L'appareil impliqué dans l'accident, alors en service pour (LN-MTD), ici à l'aéroport de Stockholm-Arlanda en avril 1972.

L'appareil concerné était un Boeing 737-2H5, immatriculé N221US (numéro de série 20454), qui effectua son premier vol le 23 septembre 1970. Il fut initialement livré à Mey-Air (en) le 27 octobre 1971, avec comme immatriculation LN-MTD. Après la faillite de cette compagnie aérienne, survenue le 22 février 1974, Boeing l'a récupéré et l'a revendu à Piedmont Airlines le 15 mai de la même année, le réimmatriculant N754N. Après son acquisition par USAir en 1989, l'appareil fut à nouveau réimmatriculé N221US. Il fut ensuite vendu à Eastwind Airlines le 12 juillet 1995. Il était équipé de deux moteurs Pratt & Whitney JT8D-9A.

## Contexte
Le vol 517 était un vol intérieur régulier de passager, assuré par la compagnie aérienne Eastwind Airlines, depuis l'aéroport de Trenton-Mercer, dans le New Jersey, jusqu'à l'aéroport international de Richmond, en Virginie.
Ce vol était effectué par un Boeing 737-200, immatriculé N221US, et était assuré par le commandant de bord Brian Bishop et le copilote Spencer Griffin. Au total, 48 passagers et 5 membres d'équipage étaient présents à bord.

### Incident
Le vol 517 a décollé de Trenton sans incident et n'a rencontré aucune turbulence, ni conditions météorologiques inhabituelles lors du trajet vers Richmond. Lors de l'approche vers l'aéroport international de Richmond, à une altitude d'environ 5 000 pieds (1 500 m), le commandant Bishop, alors pilote en fonction (PF), a ressenti un bref coup sur la pédale droite du palonnier. À peu près au même moment, une hôtesse de l'air(elle a été blessée) à l'arrière de l'avion a entendu un bruit sourd.
Alors que le 737 poursuivait sa descente à 4 000 pieds (1 200 m), le commandant de bord a soudainement perdu le contrôle de la gouverne de direction et l'avion a basculé brusquement vers la droite pendant une trentaine de secondes, à la limite du décrochage. 
Pour tenter de reprendre le contrôle, le commandant Bishop a tenté d'actionner le palonnier à fond vers la gauche, mais les commandes étaient dures et ne répondaient pas à ses actions. Il a actionné l'aileron gauche et augmenté la puissance du moteur droit pour tenter d'arrêter le roulis. L'avion s'est temporairement stabilisé, mais il a ensuite de nouveau basculé vers la droite. L'équipage a effectué sa liste de vérifications en cas d'urgence et a tenté de reprendre le contrôle de l'appareil, ce qui a été brutalement le cas après quelques secondes. L'avion a fonctionné normalement jusqu'à la fin du vol. 
Le 737 n'a subi aucun dommage structurel à la suite de cet incident ; aucun des 48 passagers, mais une hôtesse de l'air à bord du vol 517 a été blessée .

## Enquête et conséquences
Le Conseil national de la sécurité des transports (NTSB) a enquêté sur l'incident du vol 517, en s'attachant particulièrement à déterminer si les événements du vol 517 étaient liés à des accidents antérieurs impliquant d'autre 737 (Voir : Accidents liés à la gouverne du Boeing 737).
Au cours de l'enquête, le NTSB a constaté qu'avant l'incident du 9 juin, plusieurs équipages avaient signalé une série d'événements liés à la gouverne de direction sur l'avion impliqué, notamment une résistance anormale sur les pédales du palonnier et un mouvement intempestif de la gouverne.
Les enquêteurs ont mené des entretiens avec les pilotes du vol 517 et ont retiré plusieurs composants de le gouverne de direction de l'avion pour examen, ce qui a aidé à établir la cause des précédents accidents du vol United Airlines 585 et du vol USAir 427. Le NTSB a déterminé que ses trois incidents ne pouvaient s'expliquer que par une erreur du pilote ou un dysfonctionnement du système de gouverne et, en se basant en partie sur des entretiens post-accident avec les pilotes du vol 517, a conclu que la servovalve contrôlant la gouverne de direction est défectueuse. Non seulement elle pouvait se bloquer en cas de changements thermiques importants, mais le mécanisme de fonctionnement pouvait également s'inverser en plein vol, rendant toute récupération impossible pour les pilotes.
Le NTSB a également déterminé que, contrairement aux accidents précédents, le problème de la gouverne du vol 517 s'est produit plus tôt durant la phase d'approche et à une vitesse plus élevée, ce qui a augmenté le flux d'air sur les autres surfaces de contrôle de l'avion, permettant aux pilotes de surmonter le roulis induit par le dysfonctionnement de la gouverne de direction.

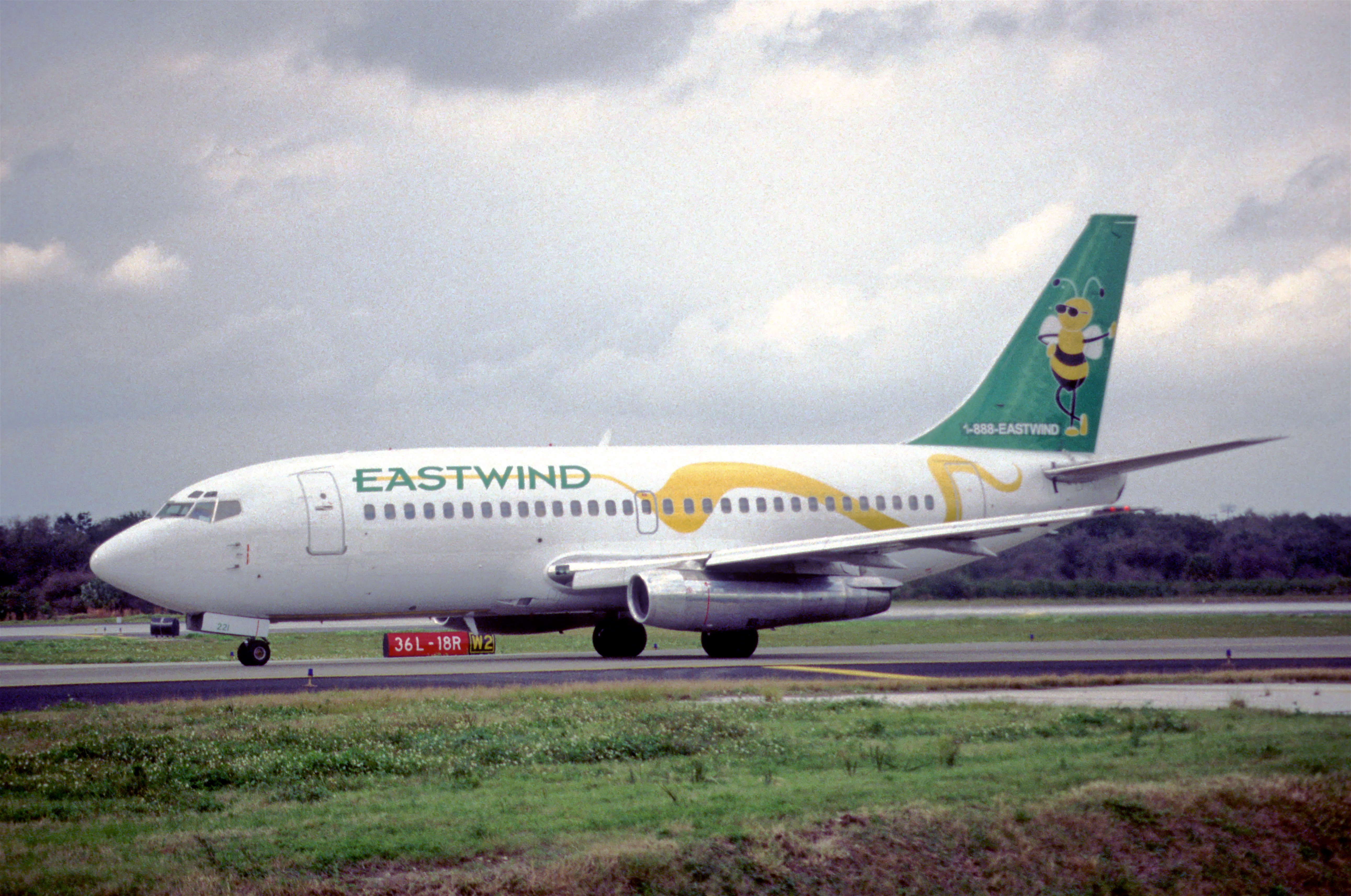
N221US, le Boeing 737-200 impliqué, ici photographié en janvier 1998 (deux ans après l'incident).

Par la suite, le 737 du vol 517 a repris du service chez Eastwind Airlines et a continué à opérer pour cette compagnie jusqu'à la cessation de ses activités en 1999. Le 17 juillet 1996, l'équipage de cet appareil, effectuant alors le vol 507 à destination de l'aéroport de Trenton-Mercer, a été témoin de l'explosion et du crash du vol TWA 800. Les pilotes du vol 507 ont été les premiers à signaler l'accident au contrôle aérien. L'avion a ensuite été stocké à l'aéroport de Greenwood-Leflore (en) en 1999, avant d'être finalement démantelé l'année suivante.

## Médias
L'accident a fait l'objet d'un épisode dans la série télé Air Crash nommé « Danger caché » (saison 4 - épisode 5).